# Гравітаційна хвиля
Гравітаці́йна хви́ля — збурення гравітаційного поля, які утворюються через прискорений рух масивних об'єктів і розповсюджується в просторі зі швидкістю світла. Вони утворюються різними астрофізичними об'єктами і реєструються детекторами гравітаційних хвиль. Їхнє дослідження складає предмет гравітаційно-хвильової астрономії.
З точки зору загальної теорією відносності, гравітаційні хвилі описуються як збудження метрики простору-часу, яке є хвильовим розвʼязком рівняння Ейнштейна. Закон всесвітнього тяжіння Ньютона ґрунтується на принципу далекодії (поширенні гравітації з нескінченною швидкістю) і тому не в змозі передбачити гравітаційні хвилі.
Гравітаційні хвилі були вперше запропоновані Олівером Гевісайдом у 1893 році, а потім Анрі Пуанкаре в 1905 році як гравітаційний еквівалент електромагнітних хвиль. Пізніше їхні властивості були розраховані Альбертом Ейнштейном в 1916 році на основі його загальної теорії відносності.
Перший непрямий доказ існування гравітаційних хвиль був отриманий завдяки спостережуваному зближенню компонентів відкритого у 1974 році подвійного пульсара Галса–Тейлора. Дві нейтронні зорі, обертаючись навколо спільного центру мас, випромінювали гравітаційні хвилі, витрачали на це енергію і через це зближались саме з такою швидкістю, як передбачала загальна теорія відносності. У 1993 році Рассел Галс і Джозеф Тейлор отримали за це відкриття Нобелівську премію з фізики.
Перше пряме спостереження гравітаційних хвиль було здійснено в 14 вересня 2015 року, коли детектор гравітаційних хвиль LIGO зареєстрував сигнал від злиття двох чорних дір. 11 лютого 2016 року наукова команда LIGO оголосила про детектування гравітаційних хвиль, а в 2017 році Райнер Вайс, Кіп Торн і Баррі Беріш були нагороджені Нобелівською премією з фізики за їхню роботу в команді LIGO.
У гравітаційно-хвильовій астрономії спостереження гравітаційних хвиль використовуються для отримання даних про джерела гравітаційних хвиль. Найбільш дослідженими є гравітаційні хвилі, утворені подвійними зоряними системами, що складаються з білих карликів, нейтронних зір і чорних дір. Інші джерела гравітаційних хвиль включають вибухи наднових зір та події у ранньому Всесвіті незабаром після Великого вибуху.

## Вступ
У загальній теорії відносності Ейнштейна гравітація розглядається як результат викривлення простору-часу. Ця кривина викликана масами, і що більше маси міститься в даному об’ємі простору, то більшою буде кривина простору-часу на межі цього об’єму. Коли масивні об’єкти рухаються в просторі-часі, кривина змінюється в міру зміни розташування цих об’єктів. За певних обставин об’єкти, що рухаються з прискоренням, викликають зміни цієї кривини, які хвилеподібно поширюються назовні зі швидкістю світла. Це і є гравітаційні хвилі.
Коли гравітаційна хвиля проходить повз спостерігача, спостерігач може зареєструвати викривлення простору-часу. Спостережувані ним відстані між об’єктами періодично збільшуються і зменшуються з частотою хвилі. Величина цього ефекту обернено пропорційна відстані від джерела :227.

Вважається, що первинні гравітаційні хвилі виникають в результаті космічної інфляції, фази прискореного розширення одразу після Великого вибуху

Гравітаційно-хвильова астрономія дозволяє побачити нові явища у Всесвіті, в тих його областях, куди нездатні проникнути електромагнітні хвилі. Наприклад, до рекомбінації Всесвіт був непрозорим для електромагнітного випромінювання, тоиу саме гравітаційні хвилі є одним з небагатьох можливих способів спостереження дуже молодого Всесвіту. Точні вимірювання гравітаційних хвиль також дають змогу ретельно перевірити загальну теорію відносності.
Теоретично гравітаційні хвилі можуть існувати на будь-якій частоті, але дуже низькі частоти майже неможливо зареєструвати, і немає астрофізичних об'єктів, здатних випромінювати гравітаційні хвилі на дуже високих частотах. Стівен Гокінг і Вернер Ізраель передбачають, що частота гравітаційних хвиль, які можна виявити, становить від 10−7 Гц до 1011 Гц.

## Історія

### Перші теоретичні моделі
Можливість гравітаційних хвиль була вперше запропонована в 1893 році Олівером Гевісайдом на основі аналогій між гравітацією та електростатичною силою. У 1905 році Анрі Пуанкаре, обговорюючи перетворення Лоренца, запропонував, що прискорені маси в релятивістській гравітації мають створювати гравітаційні хвилі. Коли Ейнштейн в 1915 році опублікував свою загальну теорію відносності, він скептично поставився до ідеї Пуанкаре, оскільки теорія передбачала відсутність «гравітаційних диполів». Тим не менш, він продовжив розвивати цю ідею і на основі різних наближень дійшов висновку, що повинні існувати три типи гравітаційних хвиль (названих Германом Вейлем поздовжньо-поздовжніми, поперечно-поздовжніми та поперечно-поперечними).
Однак припущення Ейнштейна викликали багато запитань, і навіть сам Ейнштейн не впевнений у власному результаті. У 1922 році Артур Еддінгтон показав, що два типи хвиль Ейнштейна були артефактами використаних систем координат, і зміною координат їх можна було змусити поширюватись з будь-якою швидкістю. Еддінгтон жартував, що вони «поширюються зі швидкістю думки»:72. Це викликало сумніви і в третьому (поперечно-поперечному) типі хвиль Ейнштейна, хоч Еддінгтон і показав, що цей тип хвиль завжди поширювався зі швидкістю світла незалежно від системи координат:72.
У 1936 році Ейнштейн і Натан Розен подали статтю «Чи існують гравітаційні хвилі?» до журналу Physical Review. В статті вони стверджували, що гравітаційних хвиль не може існувати в загальній теорії відносності, оскільки будь-який такий розв’язок рівнянь поля призводив би до сингулярності. Журнал надіслав рукопис на рецензування Говарду Робертсону, який анонімно відповів, що зазначені сингулярності були нешкідливими координатними сингулярностями, викликаними використанням циліндричних координат. Ейнштейн, незнайомий з концепцією рецензування, сердито відкликав рукопис, щоб більше ніколи не публікувати його в Physical Review. Однак його помічник Леопольд Інфельд, який спілкувався з Робертсоном, переконав Ейнштейна, що критика була правильною. Стаття була переписана з протилежним висновком і опублікована в іншому місці:79ff. У 1956 році Фелікс Пірані виправив плутанину, спричинену використанням різних систем координат, перефразувавши гравітаційні хвилі в термінах явно спостережуваного тензора кривини Рімана.

### Ранні спроби експериментального детектування
Стаття Пірані не привернула особливої уваги, тому що в той час академічна спільнота була зосереджена на іншому питанні: чи можуть гравітаційні хвилі передавати енергію? Це питання було вирішено шляхом уявного експерименту під назвою "липка намистинка", запропонованого Річардом Фейнманом на Першій конференції з загальної теорії у Чапел-Гілл у 1957 році. Фейнман розглянув дві намистинки, здатних вільно ковзати по стрижню, перпендикулярному до напрямку поширення гравітаційної хвилі, і показав, що гравітаційна хвиля змусить намистинки вібрувати вздовж палички, тертись об неї, виробляти тепло і виконувати механічну роботу. З цього випливало, що гравітаційні хвилі переносять енергію. Незабаром після цього Герман Бонді опублікував детальнішу версію аргументу про «липкі намистини».
Після конференції в Чапел-Гіллі Джозеф Вебер почав проєктувати та будувати перші детектори гравітаційних хвиль, які тепер називаються брусками Вебера (англ. Weber bars). У 1969 році Вебер заявив, що виявив перші гравітаційні хвилі, а до 1970 року він регулярно «виявляв» сигнали від Галактичного центру. Однак висока частота виявлення сигналів змусила наукову спільноту поставити під сумнів результати цього експерименту, бо така швидкість втрати енергії Чумацьким Шляхом виснажувала б всю енергію нашої Галактики за часовий масштаб, набагато коротший за реальний вік Галактики. Ці сумніви посилилися, коли в середині 1970-х років інші наукови групи створили власні бруски Вебера і не змогли знайти жодних сигналів. До кінця 1970-х років академічна спільнота визнала експериментальні результати Вебера помилковими.
У той же період були виявлені перші непрямі докази гравітаційних хвиль. У 1974 році Рассел Галс і Джозеф Тейлор відкрили перший подвійний пульсар PSR B1913+16, який приніс їм Нобелівську премію з фізики 1993 року. Спостереження цього пульсара протягом наступного десятиліття показали поступове зменшення його орбітального періоду, що узгоджувалось із втратами енергії та моменту імпульсу на гравітаційне випромінюванні, розрахованими на основі загальної теорії відносності.
Це непряме доведення існування гравітаційних хвиль спонукало до подальших спроб їхнього прямого детектування. Деякі групи працювали над удосконаленням експерименту Вебера, тоді як інші намагалися виявити гравітаційні хвилі за допомогою лазерних інтерферометрів. Ідея використання лазерного інтерферометра висувалася незалежно різними людьми, включаючи М. Е. Герценштейна та В. І. Пустовойта в 1962 році та Володимира Брагінського в 1966 році. Перші прототипи були розроблені в 1970-х роках Робертом Форвардом і Райнером Вайсом. У наступні десятиліття створювались все більш чутливі інструменти, кульмінацією яких стало будівництво таких велетенських детекторів, як GEO600, LIGO та Virgo.
Одночасно велись пошуки надзвичайно низькочастотних за їхніми проявами у реліктовому випромінюванні. В 2014 році колаборація BICEP2 заявила про виявлення гравітаційних хвиль, однак пізніше вона була змушена спростувати цей результат.

### Експериментальне детектування гравітаційних хвиль
У 1984 році Каліфорнійський технологічний інститут і Массачусетський технологічний інститут підписали угоду про будівництво Лазерної інтерферометричної гравітаційно-хвильової обсерваторії (LIGO). Проєкт очолили Кіп Торн, Рональд Древер і Райнер Вайс. У 1990 році було схвалено будівництво двох ідентичних детекторів у Лівінгстоні, штат Луїзіана, та Хенфорді, штат Вашингтон, з метою видалення сигналів, яким бракує кореляції. Будівництво почалося в 1994 році і було завершено в 1999 році. Обсерваторія працювала з 2002 по 2010 рік, але не виявила жодної гравітаційної хвилі. В 2010-2014 роках LIGO було вдосконалено, чутливість була покращена у понад 10 разів, і в 2015 році обсерваторія знову відкрилась під назвою «Advanced LIGO».
11 лютого 2016 року команда LIGO оголосила про перше спостереження гравітаційної хвилі, яке відбулось 14 вересня 2015 року, о 09:50:45 GMT. Ця гравітаційна хвиля, яка за датою спостереження отримала назву GW150914, була спричинена злиттям двох чорних дір масами 29 і 36 мас Сонця на відстані приблизно 1,3 мільярдів світлових років від Землі. Маса утвореної чорної діри становила 62 маси Сонця, а енергія, еквівалентна 3 масам Сонця, була випромінена у вигляді гравітаційних хвиль. Сигнал було виявлено обома детекторами LIGO в Лівінгстоні та Хенфорді з різницею в часі 7 мілісекунд (через скінченну швидкість розповсюдження гравітаційних хвиль). Сигнал надійшов із південної небесної півкулі, приблизно з напрямку Магелланових Хмар, але з набагато більшої відстані. Рівень достовірності спостереження гравітаційних хвиль становив 99,99994%.
У 2017 році Райнер Вайс, Кіп Торн і Беррі Беріш отримали Нобелівську премію з фізики за їхню роль у виявленні гравітаційних хвиль.
Тим часом детектори LIGO продовжили реєструвати сотні нових гравітаційних хвиль, закривались для перебудови і вдосконалення, почали працювати разом з європейським детектором Virgo. 17 серпня 2017 року LIGO і Virgo спільно зафіксували GW170817 - першу гравітаційну хвилю, яка виникла в результаті злиття двох нейтронних зір і від якої вдалось зареєструвати електромагнітне випромінювання.
Паралельно з інтерферометрами продовжувала вдосконалюватись принципова інша технологія, найбільш придатна для детектування низькочастотних радіохвиль - масив таймінгу пульсарів. У 2023 році NANOGrav спільно з EPTA, PPTA та IPTA оголосили, що за результатами радіоспостережень 25 пульсарів протягом 15 років змогли детектувати гравітаційно-хвильовий фон.

## Спостережні прояви

Вплив гравітаційної хвилі з поляризацією "+" на кільце частинок

Вплив гравітаційної хвилі з поляризацією "×" на кільце частинок

Проходячи повз спостерігача, гравітаційні хвилі здатні викликати коливання пробних частинок. Праворуч зображений рух таких частинок, які початково утворюють нерухоме коло, коли перпендикулярно цьому колу проходить гравітаційна хвиля. Дві анімації праворуч ілюструють дві різні поляризації гравітаційної хвилі, звані "плюс" (+) і "хрест" (×):209-210. Ці анімації сильно перебільшують типові коливання частинок, бо насправді навіть найсильніші із зареєстрованих гравітаційних хвиль призводять до дуже малих деформацій. Наприклад, перша зареєстрована гравітаційна хвиля GW150914 змінила довжину 4-кілометрового плеча радіоінтерферометра LIGO всього на одну тисячну діаметра протона.
Як і для інших хвиль, для опису гравітаційної хвилі використовується кілька основних фізичних характеристик:203-204:
- Амплітуда. Зазвичай позначається h. Це величина хвилі, відносне розтягування або стискання в анімації праворуч. Показана праворуч амплітуда становить приблизно h = 0,5 (або 50%). Гравітаційні хвилі, що проходять через Землю, у багато секстильйонів разів слабші за цю величину і мають типові значення h ≈ 10−20.
- Частота. Зазвичай позначається f. Визначається як 1 поділити на період між двома послідовними максимальними розтягуваннями або стисканнями.
- Довжина хвилі. Зазвичай позначається λ. Це відстань вздовж хвилі між точками максимального розтягування або стискання.
- Швидкість поширення хвилі. Наприклад, швидкість руху точки максимального розтягування або стискання. Для гравітаційних хвиль з малими амплітудами вона дорівнює швидкості світла c.

Швидкість, довжина хвилі та частота гравітаційної хвилі пов’язані рівнянням c = λf, як і для світлової хвилі. Наприклад, показані тут анімації коливаються приблизно кожні дві секунди. Це відповідало б частоті 0,5 Гц і довжині хвилі близько 600 000 км, або в 47 разів більше за діаметр Землі.
Гравітаційна хвиля може мати дві різні поляризації: "плюс" з амплітудою h+ і "хрест" з амплітудою h×. На відміну від поляризації світлових хвиль, поляризації гравітаційних хвиль знаходяться під кутом 45°, а не на 90°, як у електромагнітних хвиль. Подібно до поляризації світла, поляризацію гравітаційних хвиль також можна виразити через хвилі з круговою поляризацією. Поляризація залежить від природи та орієнтації джерела гравітаційної хвилі:209-210.

## Генерація гравітаційних хвиль
Гравітаційні хвилі випромінює будь-яке масивне тіло, що рухається з прискоренням, однак для виникнення хвилі істотної амплітуди необхідні надзвичайно велика маса або величезне прискорення. Амплітуда гравітаційної хвилі прямо пропорційна прискоренню і масі тіла, тобто h~ma. Якщо певний об'єкт рухається прискорено, то це означає, що на нього діє деяка сила з боку іншого об'єкта. У свою чергу цей інший об'єкт відчуває зворотну дію (за третім законом Ньютона), при цьому виявляється, що: m1a1= - m2a2. Виходить, що два об'єкти випромінюють гравітаційні хвилі тільки в парі, причому в результаті інтерференції вони істотно взаємно гасяться. Тому гравітаційне випромінювання у загальній теорії відносності за мультипольністю завжди є щонайменше квадрупольним.
Технічно кажучи, друга похідна за часом від квадрупольного моменту (або l-та похідна за часом від l-го мультипольного моменту) тензора енергії-імпульсу ізольованої системи має бути відмінною від нуля, щоб вона випромінювала гравітаційні хвилі. Це аналогічно зміні дипольного моменту заряду або струму, необхідного для випромінювання електромагнітних хвиль.
Певні симетричні рухи речовини виключають випромінювання гравітаційних хвиль. Наприклад, гравітаційних хвиль не буде для сферично симетричного або обертально симетричного руху. Ось декілька прикладів наявності і відсутності гравітаційних хвиль:
- Два об’єкти, що обертаються навколо спільного центра мас, випромінює.
- Неосесиметричне тіло, що обертається, випромінює.
- Вибух наднової зорі випромінює, за винятком малоймовірного випадку, коли вибух є абсолютно симетричним.
- Ізольоване тверде тіло, що не обертається і рухається з постійною швидкістю, не випромінює. Це можна розглядати як наслідок закону збереження імпульсу.
- Осесиметричне тіло, що обертається, не випромінює. Це можна розглядати як наслідок закону збереження моменту імпульсу. Однак він проявляє гравітомагнітні ефекти.
- Пульсуюча сферична зоря не випромінює відповідно до теореми Біркгофа.

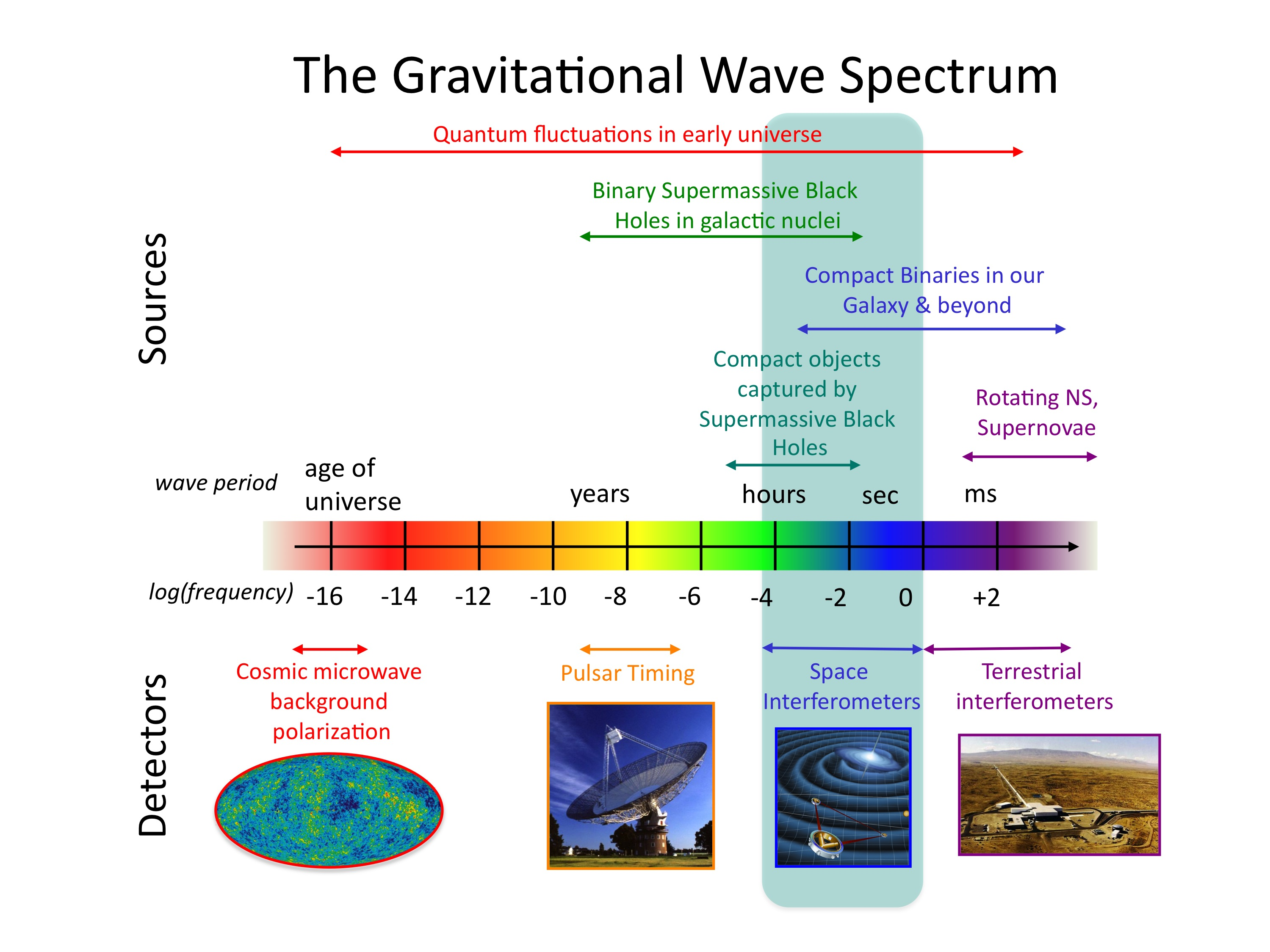
Спектр гравітаційних хвиль з джерелами та детекторами

Частота гравітаційних хвиль визначається характерним масштабом часу динамічної системи. Наприклад, для подвійної зорі частота, з якою два тіла обертаються навколо центру мас, є частотою гравітаційних хвиль. Джерела гравітаційних хвиль зазвичай класифікують за діапазоном частот:149-150:
- Високочастотні хвилі, 1 Гц - 10 кГц. Приходять від подвійних нейтронних зір, подвійних чорних дір, наднових зір тощо. Цей діапазон частот знаходиться в межах діапазону точності виявлення наземних детекторів гравітаційних хвиль.
- Низькочастотні хвилі, 1 мГц - 1 Гц. Приходять від надмасивних чорних дір, подвійних зір головної послідовності, білих карликів тощо. Вони можуть бути виявлені за допомогою космічних лазерних інтерферометрів і методів доплерівського стеження за рухом космічних апаратів.
- Дуже низькочастотні хвилі, 1 нГц - 1 мГц. Приходять від надмасивних чорних дір, космічних струн тощо. Досліджуються за допомогою масивів таймінгу пульсарів.
- Надзвичайно низькочастотні хвилі, 10−18 - 10−15 Гц. Такі гравітаційні хвилі можна виявити на реліктовому випромінюванні.

### Злиття подвійних систем

Система з двох нейтронних зір породжує гравітаційні хвилі

Будь-яка подвійна зоря при обертанні навколо центру мас втрачає енергію за рахунок випромінювання гравітаційних хвиль. Але найпотужнішими є гравітаційні хвилі від найкомпактніших об'єктів - нейтронних зір або чорних дір. Саме такі гравітаційні хвилі наразі реєструються детекторами LIGO і Virgo. Подвійні пульсари також є єдиним джерелом гравітаційних хвиль, підтвердженим непрямими спостереженнями (подвійні пульсари PSR 1913+16 та PSR J0737−3039). Також очікується, що космічний інтерферометр LISA зможе реєструвати гравітаційні хвилі від подвійних систем, що включають білі карлики та надмасивні чорні діри:4.2.3:149-150.
Через втрату енергії на гравітаційні хвилі дві компоненти подвійної системи поступово наближаються одна до одної. Поки масштаб часу, на якому гравітаційне випромінювання сильно змінює орбіти, набагато більший за орбітальний період, зміну орбіт можна вважати адіабатною. Найпоширенішим методом розрахунку гравітаційного випромінювання на цій стадії є постньютонівське наближення. Коли з часом обертання системи пришвидшується, то збільшуються частота і інтенсивність випромінюваних гравітаційних хвиль. Після наближення двох компонентів вони контактують і зливаються, а частина маси вивільняється у вигляді гравітаційних хвиль. Адіабатичне наближення тут вже не працює, і моделювання злиття проводиться методами чисельної теорії відносності. Саме в момент злиття інтенсивність гравітаційних хвиль найбільша. Після злиття продовжуються обертання і невеликі коливання утвореного об'єкта, що призводить до додаткового випромінювання гравітаційних хвиль, яке, однак, швидко затухає. Якщо в результаті злиття утворюється чорна діра, то вона має значний момент імпульсу і таким чином є чорною дірою Керра. Якщо один або обидва компоненти подвійної системи є нейтронними зорями, то викиди нейтронної рідини в момент злиття може призводити до гамма-спалахів.